# Anette Hoffman
Anette Hoffmann (Egvald, 5 de maio de 1971) é uma ex-handebolista profissional dinamarquesa, bicampeã olímpica.
Anette Hoffmann fez parte dos elencos medalha de ouro, de Atlanta 1996 e Sydney 2000.